# 円光寺 (京都市左京区)

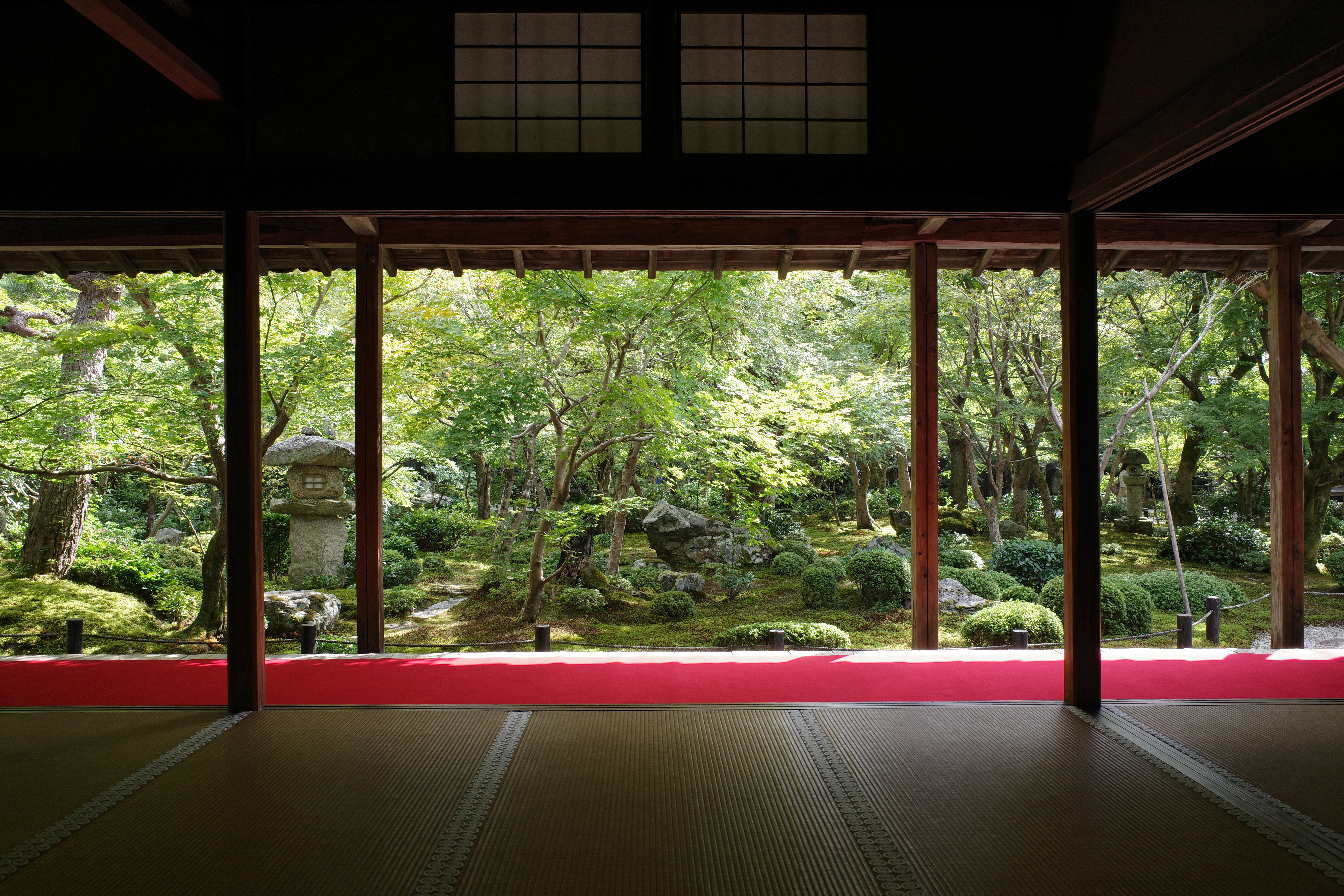
書院から望む十牛之庭

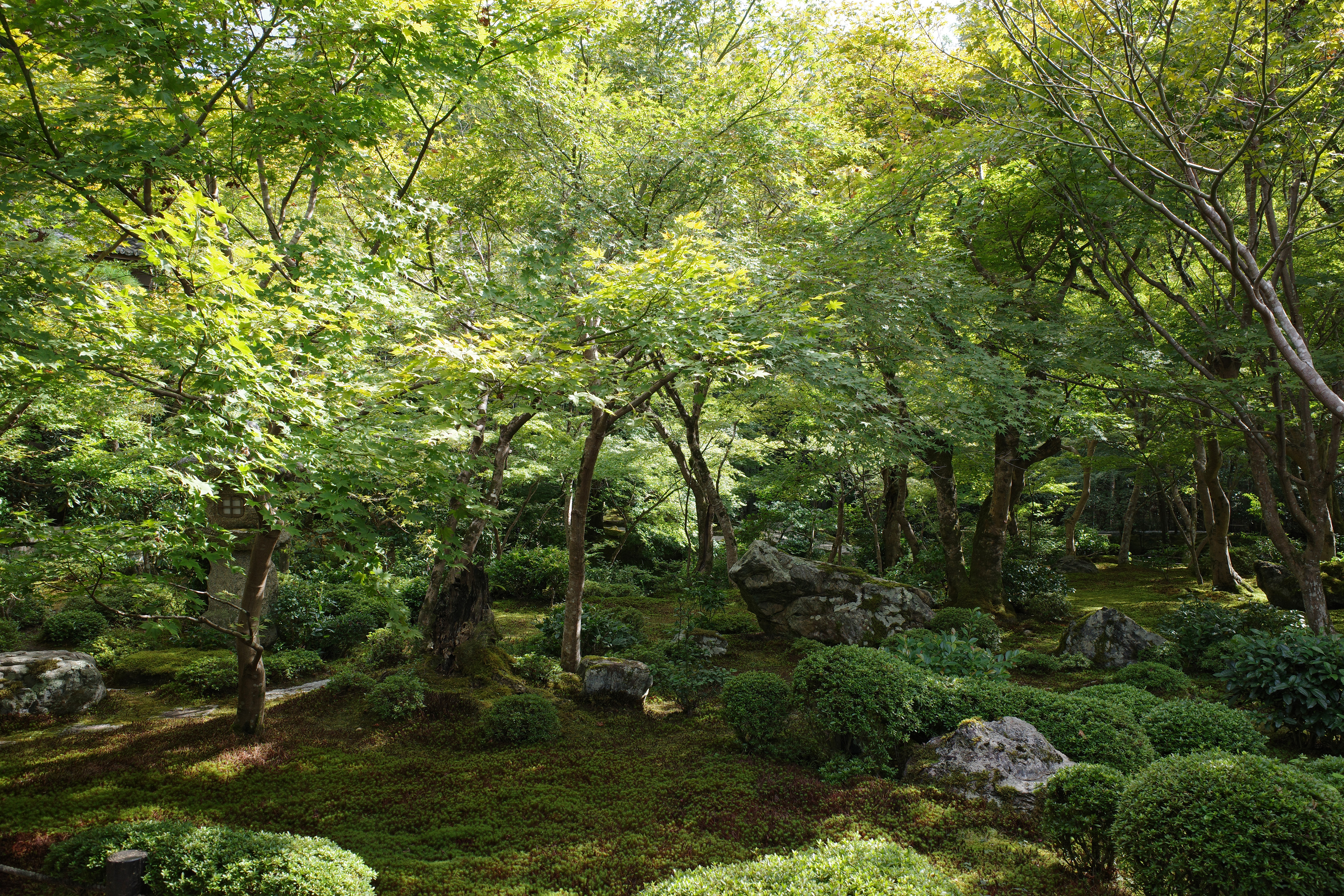
十牛之庭

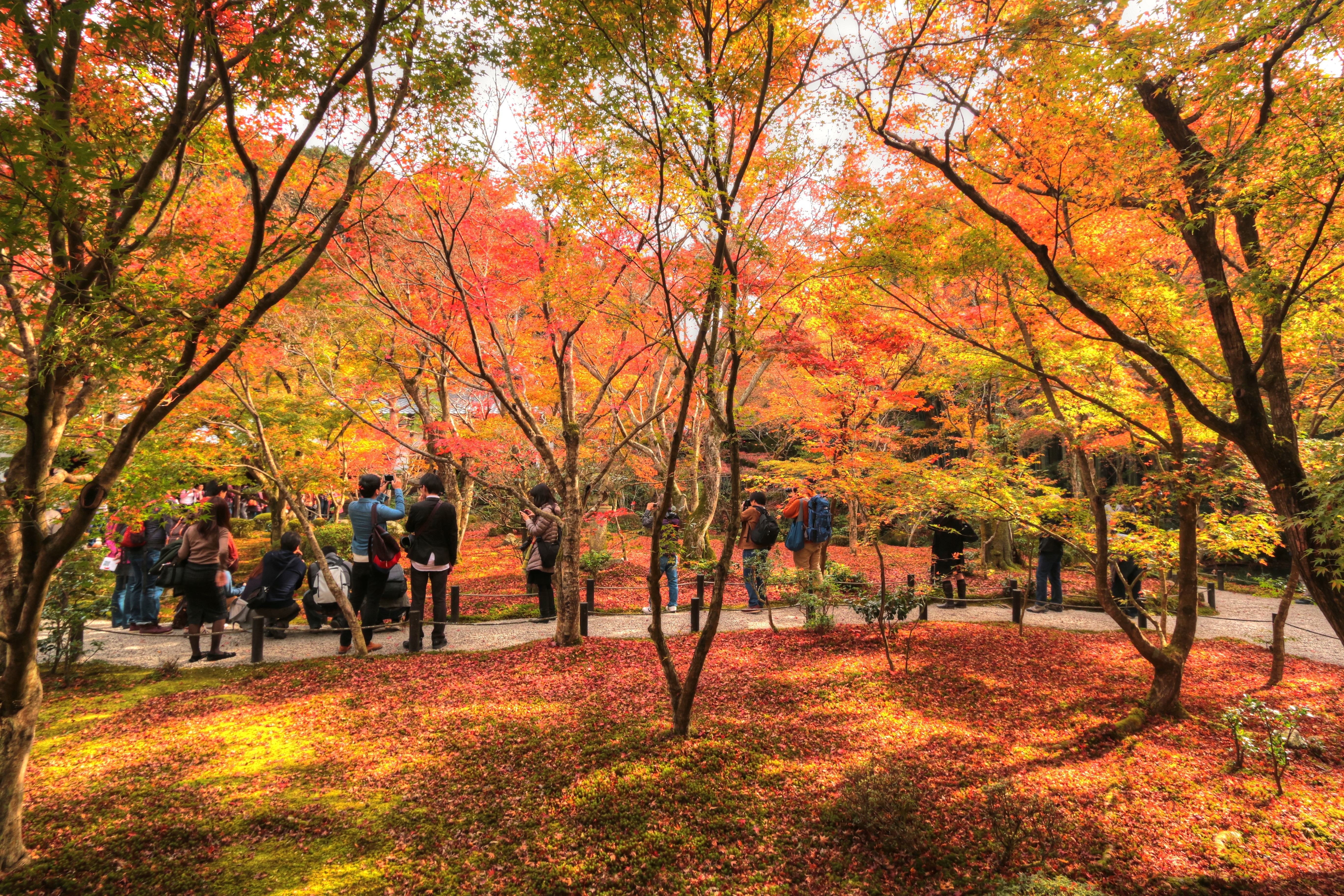
紅葉の十牛之庭

円光寺（えんこうじ）は、京都市左京区一乗寺にある臨済宗南禅寺派の寺院。山号は瑞巌山（ずいがんさん）。本尊は千手観音。開基（創立者）は徳川家康。正式には圓光寺と表記する。当寺では徳川家康の命により、日本における初期の活字本の一つである「伏見版」の印刷事業が行われた。秋は紅葉の名所となり多くの人が訪れる。

## 歴史
徳川家康により慶長6年（1601年）に足利学校の第9代の庠主（しょうしゅ、学頭）であった閑室元佶が招かれ、伏見城下に伏見学校円光寺として建立されたのに始まる。
当寺は学校でもあったので、家康から与えられた木活字を用いて、『孔子家語』（こうしけご）『貞観政要』（じょうがんせいよう）、『三略』などの儒学・兵法関連の書物を刊行した。これらの書物は伏見版、あるいは円光寺版と呼ばれ、そのとき使用された木製の活字が保存されている。その数は約5万個にのぼり日本最古の活字であり重要文化財となっている。
その後、当寺は相国寺山内に移り、更に三世澤雲祖兌禅師のとき、寛文7年（1667年）に現在地に移された。
明治時代以降、臨済宗南禅寺派の尼僧の修行道場となっていた時もあった。

## 境内
- 本堂
- 庭園「十牛之庭」 - 洛北で最も古いといわれる栖龍池（せいりゅうち）と水琴窟がある。
- 庫裏
- 茶室「待月庵」
- 中門
- 庭園「奔龍庭」 - 枯山水庭園。
- 瑞雲閣 - 展示室。伏見版木活字や円山応挙筆の「雨竹風竹図屏風」などがある。
- 坐禅堂
- 鐘楼
- 応挙竹林
- 東照宮 - 開基堂。ここからの洛北地域の展望は良い。
- 徳川家康の墓 - 家康の歯を埋めたとされる。
- 村山たか（たか女）の墓 - 最初の大河ドラマとされる『花の生涯』ヒロイン。大老井伊直弼と親しく安政の大獄に加担、晩年を近隣の金福寺にて尼僧として過ごした。
- サイド・オマールの墓 - 第二次世界大戦中に日本に留学していたマレーシア出身の留学生（南方特別留学生）で、広島で被爆し京都で死去した。

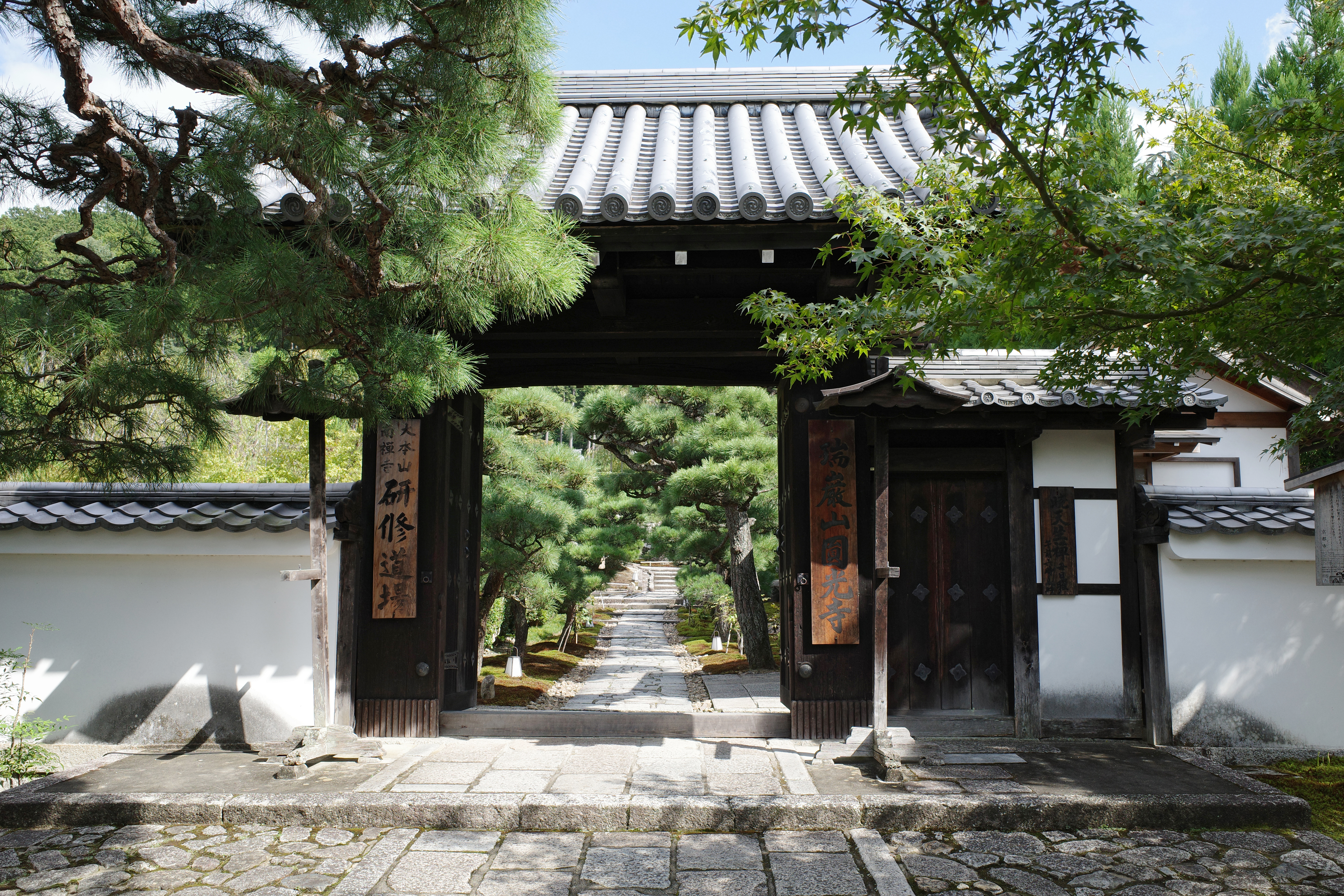
山門
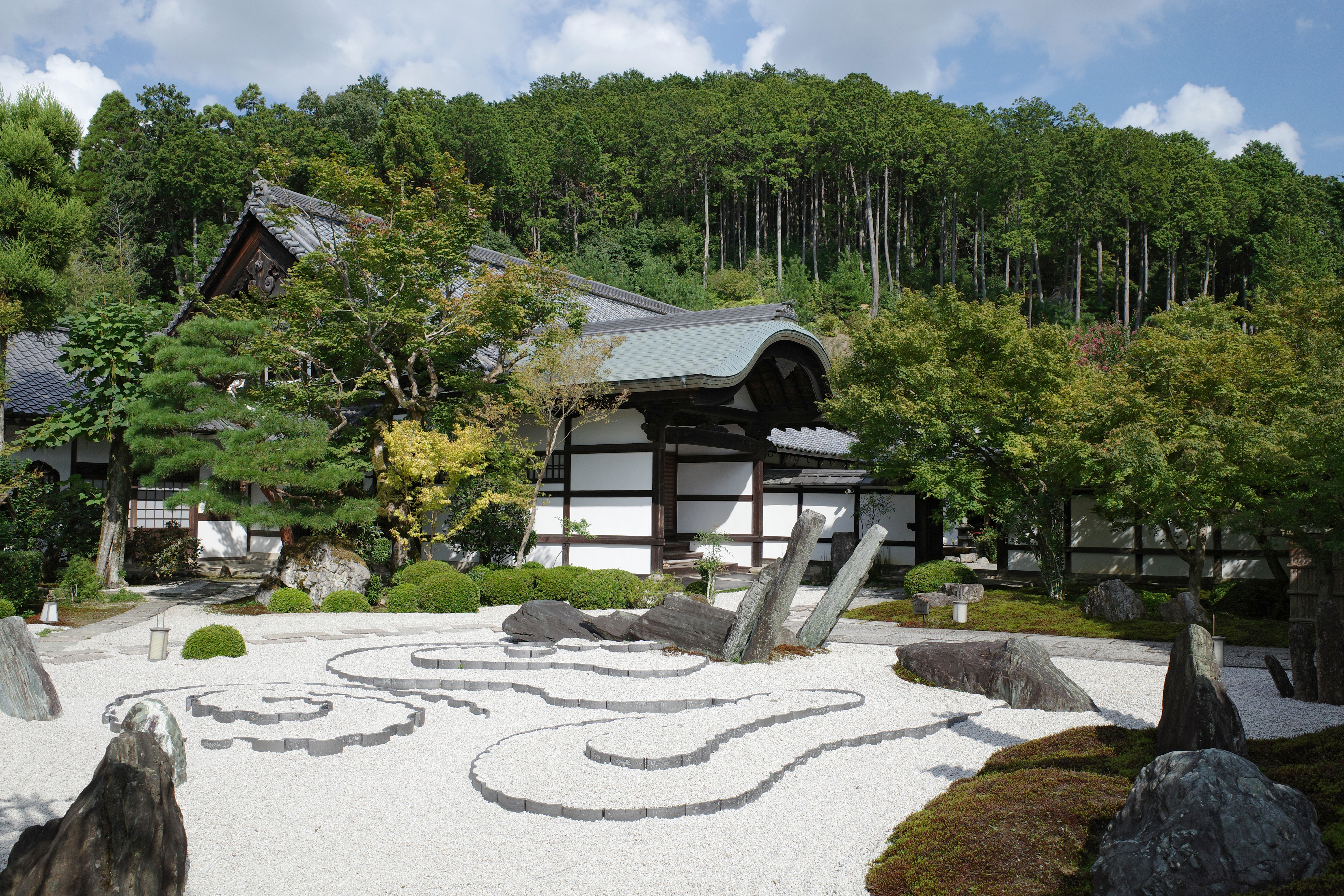
奔龍庭と奥に中門と本堂
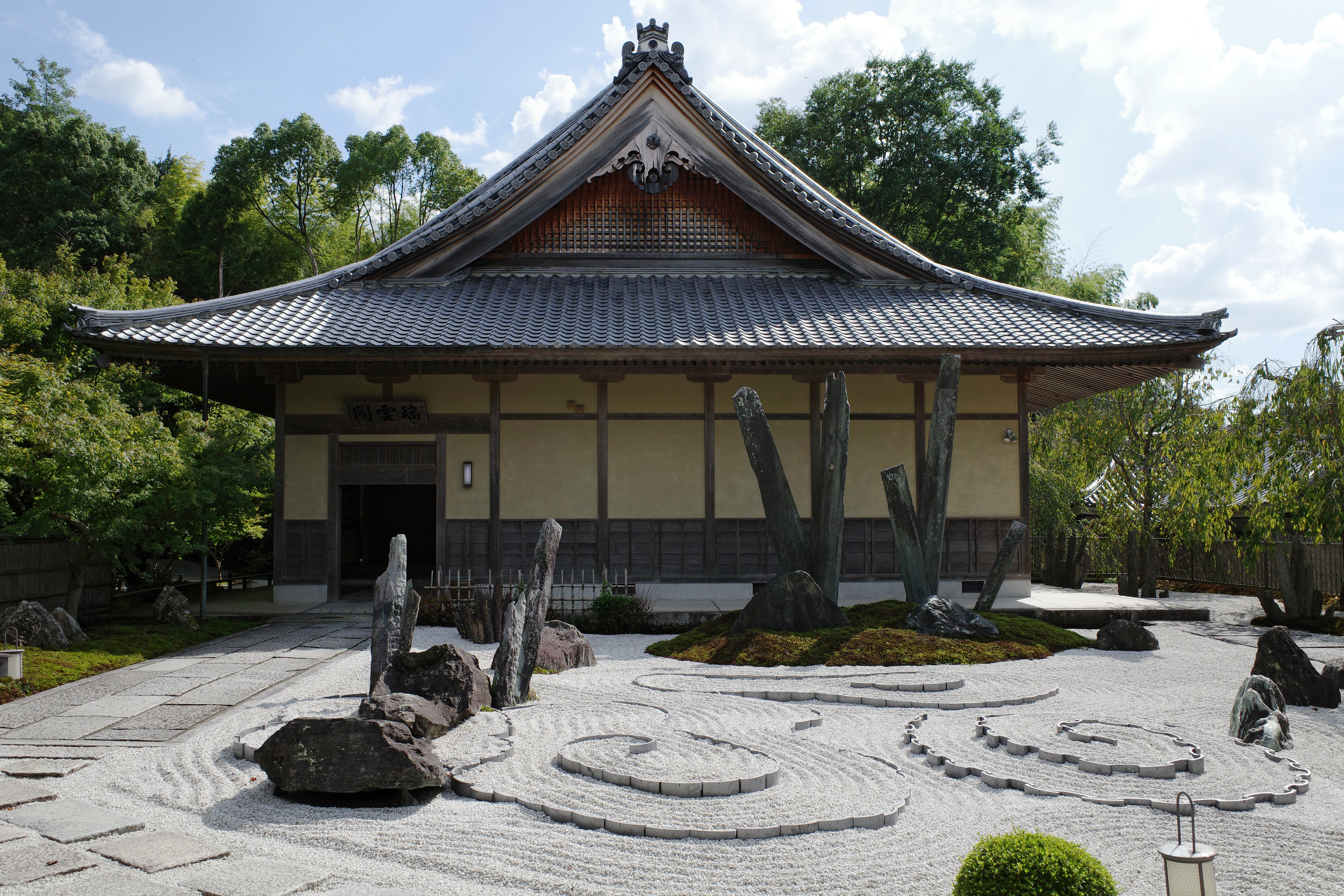
瑞雲閣と奔龍庭
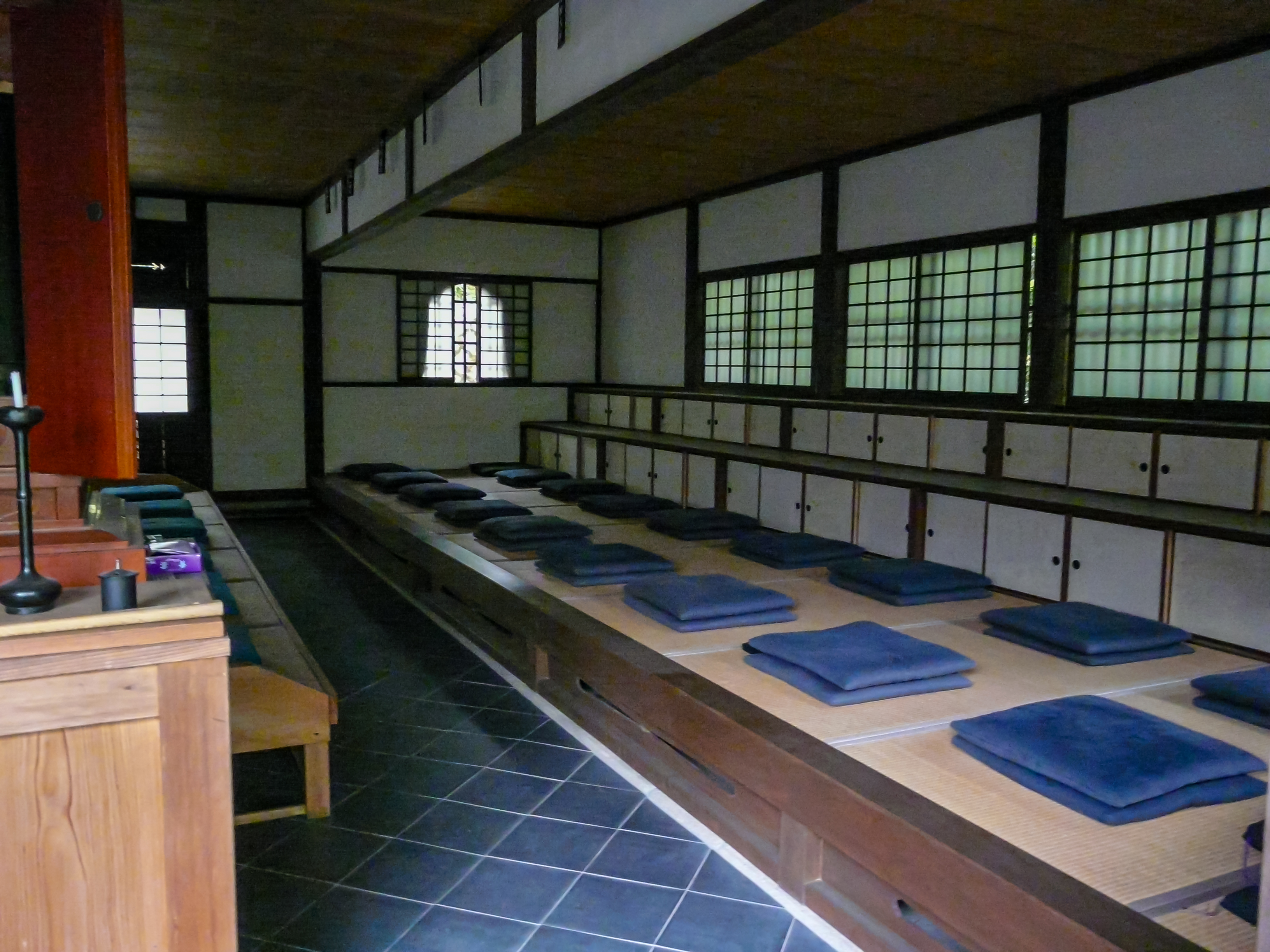
坐禅堂内部
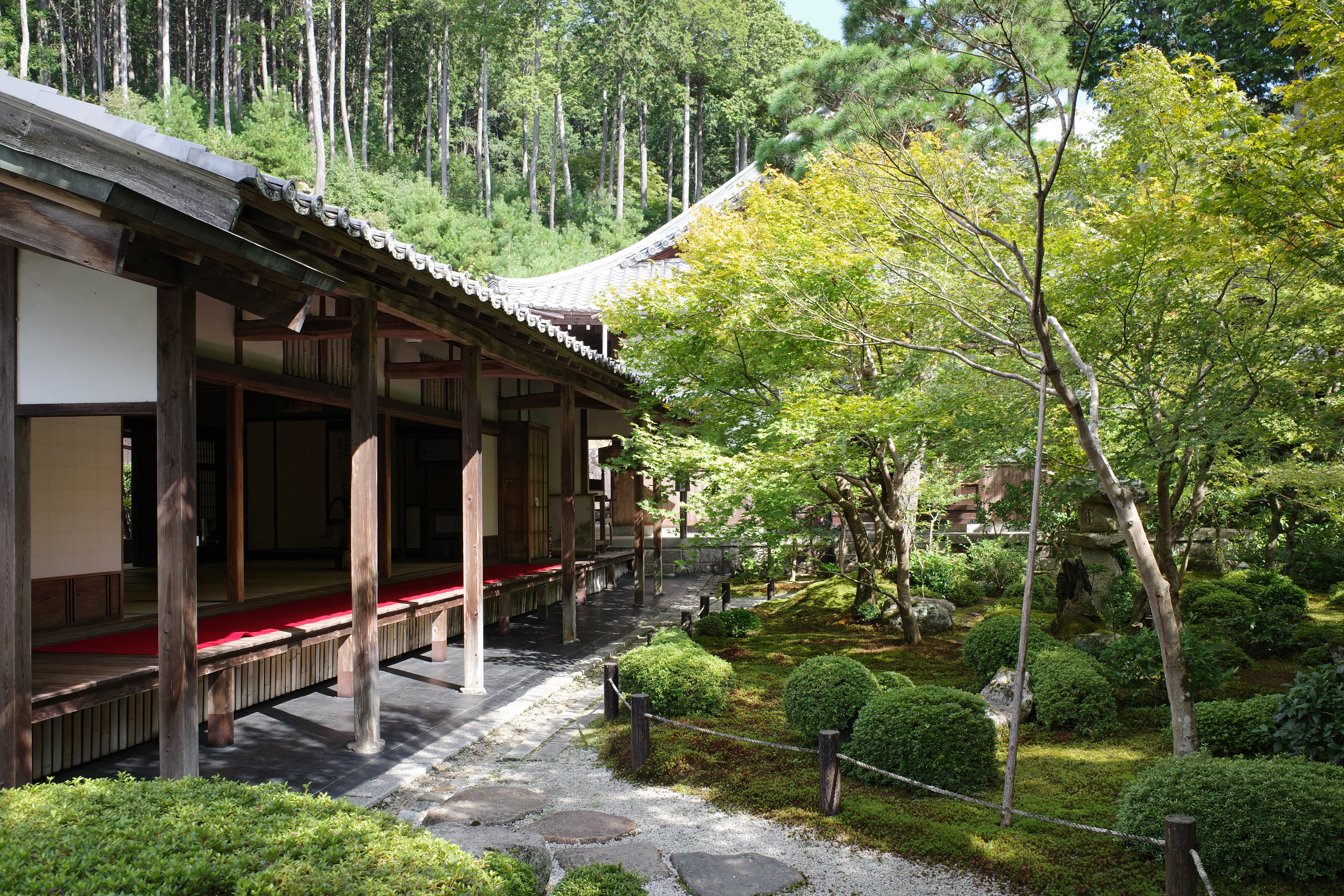
書院と十牛之庭
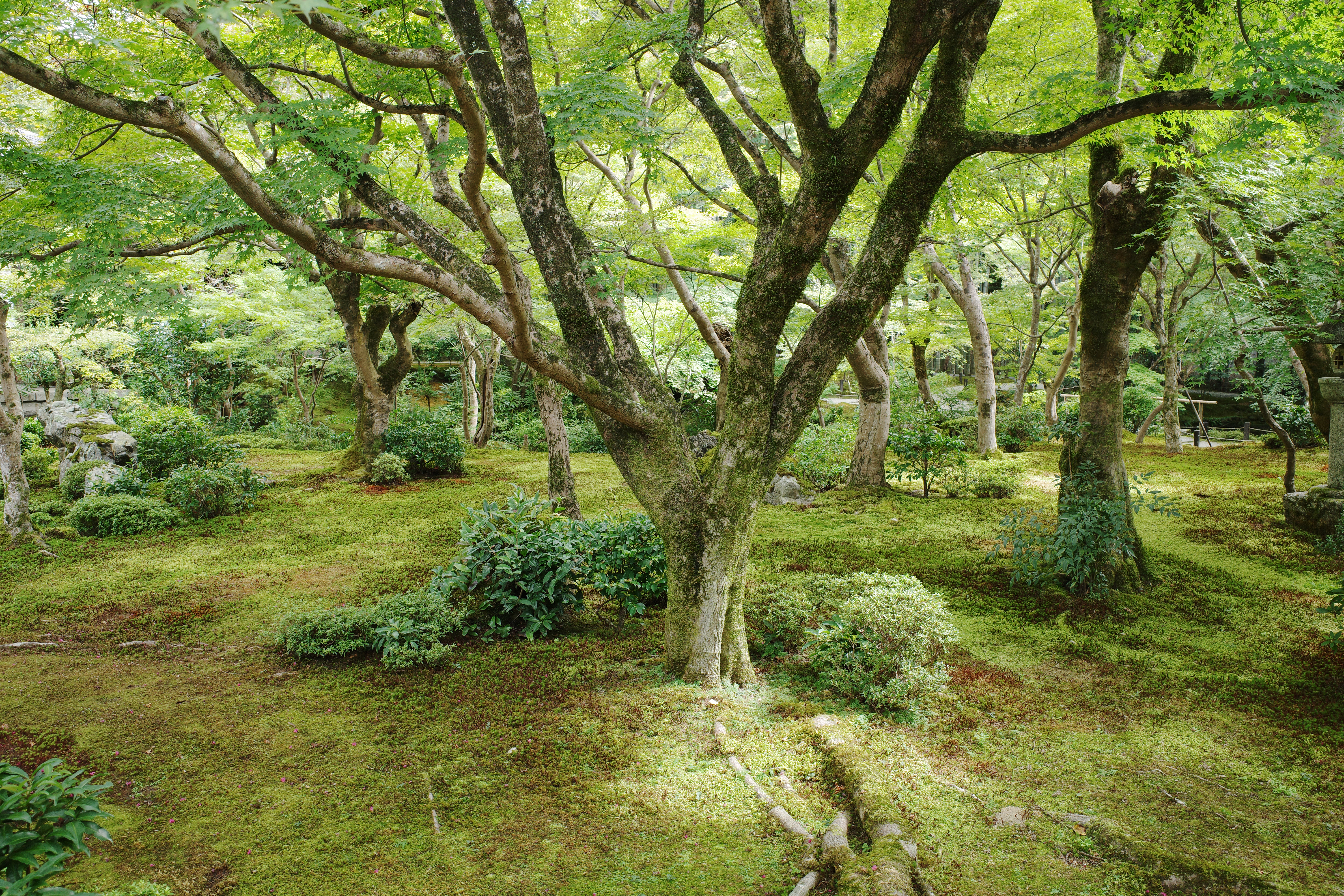
十牛之庭
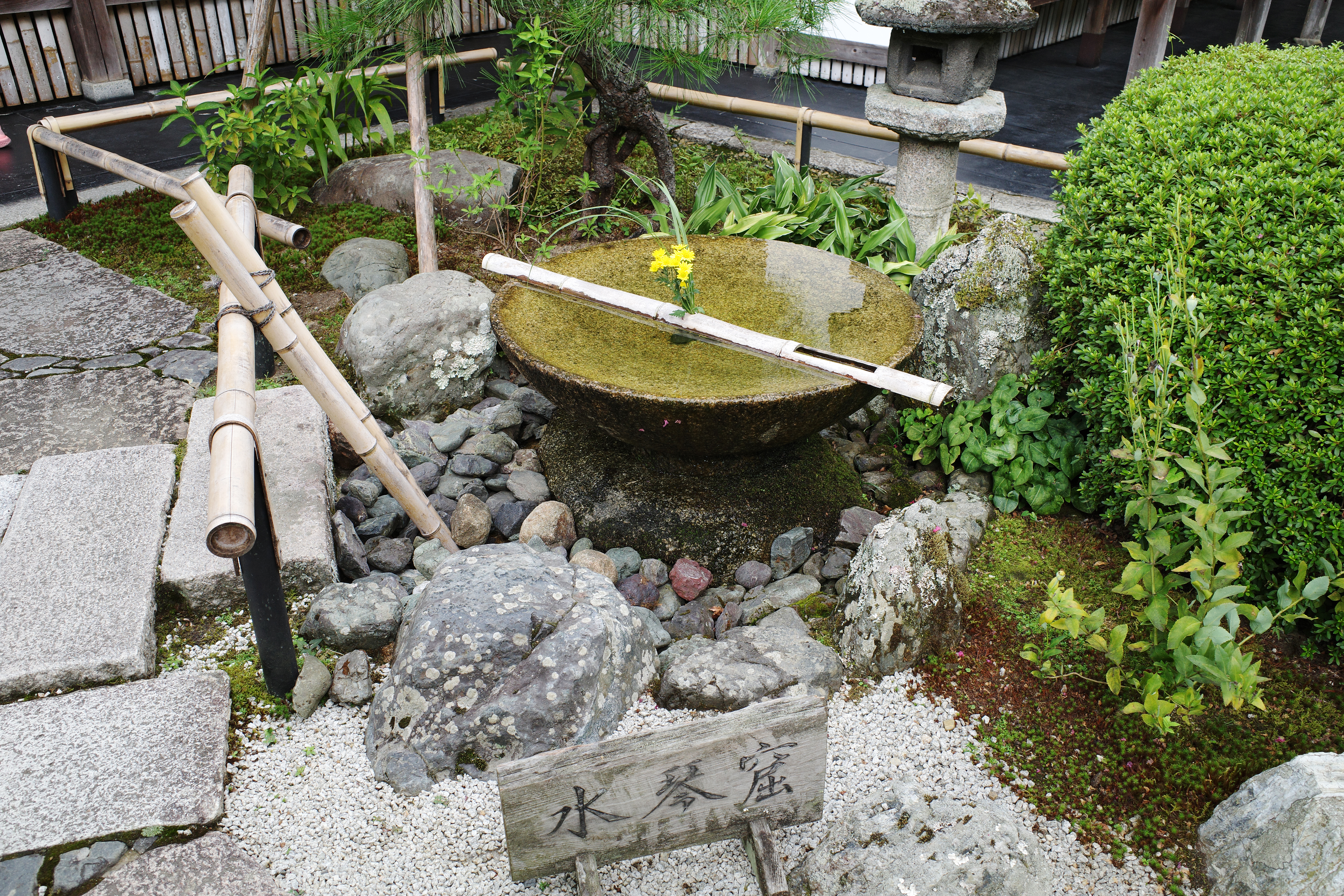
手水鉢と水琴窟

- 山門
- 奔龍庭と奥に中門と本堂
- 瑞雲閣と奔龍庭
- 坐禅堂内部
- 書院と十牛之庭
- 十牛之庭
- 手水鉢と水琴窟

## 文化財

### 重要文化財
- 紙本墨画竹図（雨竹風竹図） - 六曲屏風一双、円山応挙筆。
- 絹本著着色元佶和尚像 - 自賛あり。
- 伏見版木活字 52,320個（附：摺刷盤2面）

## 拝観
拝観料は大人500円・中高校生400円・小学生300円。9時から17時まで開門。
要予約・有料（2017年現在1000円）で紅葉期のみ7時30分から約1時間の早朝拝観ができる。坐禅堂では日曜日の朝6時から2時間にわたり日曜坐禅会が行われており、要予約・志納でだれでも座禅だけでなく、作務（境内掃除の修行)や法話・粥坐（朝粥を食べるのも修行のひとつとされている）を体験できる。

## 近隣
- 詩仙堂
- 狸谷山不動院
- 八大神社
- 鷺森神社
- 曼殊院

## 交通アクセス
- 車 拝観者専用の無料駐車場がある。途中の道が狭隘なので注意を要する。
- バス 京都市営バス5・北8系統、京都バス18・56系統 「一乗寺下り松町」下車 東へ約400メートル。詩仙堂前を左折してすぐ。
- 鉄道 叡山電鉄叡山本線一乗寺駅下車 東へ約700メートル